# Кесарево
Ке́сарево (болг. Кесарево) — село у Великотирновській області Болгарії. Входить до складу общини Стражиця.

## Населення
За даними перепису населення 2011 року у селі проживали 1327 осіб.
Національний склад населення села:
| Національність   | Кількість осіб | Відсоток |
| ---------------- | -------------- | -------- |
| болгари          | 819            | 63,5%    |
| турки            | 387            | 30,0%    |
| цигани           | 16             | 1,2%     |
| інша             | 6              | 0,5%     |
| не визначились   | 62             | 4,8%     |
| Всього відповіли | 1290           |          |

Розподіл населення за віком у 2011 році:
Динаміка населення: